# NGC 6998
NGC 6998 este o galaxie eliptică situată în constelația Microscopul. A fost descoperită în 19 octombrie 1864 de către Albert Marth. Se află la o distanță de 187,07 de megaparseci de Pământ.